# 保障措施
世界贸易组织容許成員採取保障措施（safeguard），限制對外贸易，以保护本土工业免受外来产品威脅。當進口產品激增，對本土产业造成严重损害，或有可能構成严重损害，成员可采取「保障措施」，如臨時限制产品进口。
世貿的前身關稅暨貿易總協定（GATT）容許保障措施（GATT第XIX條）。然而，保障措施並不常使用，而一些国家的政府傾向通过“灰色地带”（gray area）措施以保护本土工业，即迫使出口國採取自動出口限制（通常為汽车、钢铁和半导体產品），或接受有秩序行銷協議。不過，加入世貿後，成員即放弃这些“灰色地带”措施，并接受了具体的世贸保障措施协定 （页面存档备份，存于），以規範保障措施的使用。
保障措施應在非常特殊的情況下使用，並附設補償措施，及應一視同仁，限制來自所有地區的特定進口產品。然而，《保障措施协定》及一些临时性协议，對無差別待遇的原則設有例外條款。例如，中華人民共和國加入世貿時接受其他成員對其出口產品採取針對保障措施，直到2013年。
区域贸易安排有自己的保障措施規定。另外，根據服務貿易總協定，保障措施可應用到服务业领域。

## 參閱
- 世界貿易組織（簡稱世貿）
- 保障措施詳情（英文） （页面存档备份，存于）